# Gerhard Grill
Gerhard Grill (* 2. November 1936; † 28. Februar 2014 in Göppingen) war ein deutscher Handballspieler.
Grill spielte seit seiner Jugend bei Frisch Auf Göppingen. Von 1955 bis 1965 gehört er zur Männermannschaft der Göppinger, mit der er 1957 deutscher Meister im Feldhandball sowie 1958, 1959, 1960, 1961 und 1965 in der Halle wurde. Außerdem gewann er mit Frisch Auf 1960 und 1962 den Europapokal der Landesmeister. 1959 wurde er mit dem Silbernen Lorbeerblatt ausgezeichnet.
Gerhard Grill bestritt 33 Länderspiele für die deutsche Nationalmannschaft. Er nahm an den Weltmeisterschaften 1961 und 1964 sowie an der Feldhandball-Weltmeisterschaft 1963 teil, bei der er hinter der Mannschaft der DDR Zweiter wurde.
1965 beendete er seine Spielerlaufbahn und übernahm zusammen mit seinem Bruder den elterlichen Bekleidungsbetrieb im baden-württembergischen Eislingen.
2002 gründete Grill die Gerhard Grill Frisch Auf Jugend Stiftung mit dem Ziel, durch Gemeinschaftserlebnisse rund um den Vereinssport den Zusammenhalt und die soziale Kompetenz der Vereinsjugend zu fördern und zu stärken. Botschafter der Stiftung sind seine ehemaligen Mannschaftskameraden Bernhard Kempa, Dieter Nau, Horst Singer und Edwin Vollmer.